# Leseraster
Als Leseraster  wird in der Genetik eine zusammenhängende, nicht überlappende Sequenz von Basentripletts auf der DNA oder mRNA bezeichnet, wobei es für eine einzelsträngige mRNA drei mögliche Leseraster und für eine doppelsträngige DNA – da die Transkription hier ja prinzipiell von beiden Strängen aus möglich ist – sechs mögliche Leseraster gibt.
Beispiel: Die Sequenz „AGTGCTGAC“ kann auf drei verschiedene Arten gelesen werden:
1. AGT GCT GAC
2. AG TGC TGA C
3. A GTG CTG AC

Ein Leseraster darf nicht mit einem Leserahmen verwechselt werden. Letzteres ist ein DNA-Abschnitt zwischen einem Startcodon und einem Stopcodon im gleichen  Leseraster, der eine variable Zahl (meist > 100) sinnvoller Codons beinhaltet.